# Irura
Irura település Spanyolországban, Gipuzkoa tartományban. Irura Anoeta, Villabona és Tolosa községekkel határos. Lakosainak száma 1895 fő (2024).

## Népesség
A település népessége az utóbbi években az alábbiak szerint változott:
| Lakosok száma | 775  | 1079 | 1193 | 1515 | 1619 | 1671 | 1785 | 1852 | 1877 | 1895 |
|               | 2001 | 2004 | 2006 | 2009 | 2011 | 2014 | 2016 | 2019 | 2021 | 2024 |